# Radu Marian
Radu Marian (mołd. Раду Марьян) (ur. 1977 w Mołdawii) – mołdawski sopranista.
Dysponuje skalą od C4 do C6, przez co jest uznawany za ważnego śpiewaka muzyki barokowej. Jego repertuar obejmuje kantaty skomponowane dla sopranów, przez takich kompozytorów jak Händel, Bononcini, Carissimi, Frescobaldi, a także repertuar kastratów. Został okrzykniety "Barokowym słowikiem" przez rekomendowany włoski dziennik Corriere della Sera.
Jest naturalnym kastratem. Naturalny kastrat to śpiewak, który, mimo że nie został poddany zabiegowi kastracji, nigdy nie przechodzi mutacji głosu, a więc zachowuje go w stanie nienaruszonym. Należy pamiętać, że określenie kastrat jest określeniem muzycznym i odnosi się do typu głosu.

## Życie i kariera
Urodził się w 1977 r. w Mołdawskiej SRR w rodzinie artystów. Jego talent po raz pierwszy stwierdzono publicznie w 1989 r. na Międzynarodowym Festiwalu Talentów w Moskwie, gdzie zdobył pierwsze miejsce.
W 1990 r. w wieku 13 lat został uhonorowany pierwszym miejscem na Międzynarodowym Festiwalu Nadzwyczajnych Talentów w Kiszyniowie. Następnie jego kariera koncertowa zaczęła się rozwijać, kontynuował naukę śpiewu i gry na fortepianie w Moskwie i Bukareszcie.
Wyjechał do Włoch w 1999 r., gdzie studiował u dyrygenta i kontratenora Flavio Colusso. Występował nieprzerwanie w operach Giacomo Carissiminiego w całej Europie. W 2000 wydał swój pierwszy album, Alia Vox.
Jest stałym gościem na najbardziej prestiżowych europejskich festiwalach muzycznych. Gościł między innymi na takich festiwalach jak jazzowy festiwal w Wilnie, festiwal w Awinionie i festiwal dei Due Mondi. Występował również na Musikverein i Konzerthaus w Wiedniu. Dawał koncerty w takich miastach jak Moskwa, Rzym, Amsterdam i Petersburg.